# Classe Leninets
La classe Leninets («Ленинец») ou classe L étaient la deuxième classe de sous-marins à être construite pour la marine soviétique. C'était une série de sous-marin mouilleur de mines basée sur le sous-marin britannique de classe L, HMS L55 qui a été coulé pendant l'intervention britannique (en) dans la guerre civile russe. Une certaine expérience des sous-marins précédents de la classe Dekabrist a également été utilisée. Les mines étaient transportées sur deux galeries arrières comme sur le pionnier d'avant-guerre le sous-marin Krab (en), le premier sous-marin de pose de mines au monde. Ces bateaux étaient considérés comme réussis par les soviétiques et 25 unités ont été construites en quatre groupes entre 1931 et 1941. Les groupes 3 et 4 avaient des moteurs plus puissants et une vitesse de pointe plus élevée.

## Les unités

### Groupe 1
Six navires furent construits (L-1 à L-6 ), tous lancés en 1931. Trois furent affectés à la flotte de la Baltique et trois à la flotte de la mer Noire, dont le sous-marin soviétique L-3 .
| N° de coque | Nom                        | Origine               | Flotte    | Lancement       | Statut |
| ----------- | -------------------------- | --------------------- | --------- | --------------- | --- |
| L-1 (Л-1)   | Leninets (Ленинец)         | Disciple de Lénine    | Baltique  | 28 février 1931 | Coulé en 1941 par artillerie allemande, récupéré, mis au rebut 1945                                                  |
| L-2         | Stalinets (Сталинец)       | Disciple de Staline   | Baltique  | 21 mai 1931     | Coulé sur mine le 15 novembre 1941                                                                                   |
| L-3         | Frunzenets (Фрунзенец)     | Disciple de Frunze    | Baltique  | 8 août 1931     | Désarmé le 15 février 1971, tourelle préservée comme mémorial                                                        |
| L-4 (en)    | Garibaldets (Гарибальдиец) | Disciple de Garibaldi | Mer Noire | 31 août 1931    | Désarmé le 17 février 1956                                                                                           |
| L-5         | Chartist (Чартист)         | Adepte du Chartisme   | Mer Noire | 5 juin 1932     | Désarmé le 25 décembre 1955                                                                                          |
| L-6         | Carbonari (Карбонарий)     | Carbonarisme          | Mer Noire | 3 novembre 1932 | Coulé avec des charges de profondeur près de Sébastopol le 18 avril 1944 par le chasseur sous-marin allemand UJ-104, |

### Groupe 2
Six navires ont été construits (L-7 à L-12 ) et lancés entre 1935 et 1936. Tous ont été construits pour la flotte du Pacifique par l'usine 202 "Dalzavod" Vladivostok et l'usine 199 Komsomolsk-na-Amure.
| N° de coque | Nom           | Origine                 | Flotte    | Lancement         | Statut                       |
| ----------- | ------------- | ----------------------- | --------- | ----------------- | ---------------------------- |
| L-7         | Voroshilovets | Disciple de Vorochilov  | Pacifique | 15 mai 1935       | Désarmé en 1956              |
| L-8         | Dzerzhinets   | Disciple de Dzerzhinsky | Pacifique | 10 septembre 1935 | Désarmé dans les années 1950 |
| L-9         | Kirovets      | Disciple de Kirov       | Pacifique | 25 août 1935      | Désarmé dans les années 1950 |
| L-10        | Menzhinets    | Disciple de Menzhinski  | Pacifique | 18 décembre 1936  | Désarmé dans les années 1950 |
| L-11        | Sverdlovets   | Disciple de Sverdlov    | Pacifique | 4 décembre 1936   | Désarmé dans les années 1950 |
| L-12        | Molotovets    | Disciple de Molotov     | Pacifique | 7 novembre 1936   | Désarmé dans les années 1950 |

### Groupe 3
Sept navires sont construits (L-13 à L-19 ) et lancés de 1937 à 1938. Tous sont affectés à la flotte du Pacifique. Considérée comme un nouveau projet, la coque était basée sur la classe Srednyaïa. Ils transportaient 18 mines.
| N° de coque | Flotte    | Lancement        | Statut |
| ----------- | --------- | ---------------- | --- |
| L-13        | Pacifique | 2 août 1936      | Désarmé dans les années 1950 |
| L-14        | Pacifique | 20 décembre 1936 | Désarmé dans les années 1950 |
| L-15        | Pacifique | 26 décembre 1936 | Transféré à la Flotte du Nord par Canal de Panama en 1942, désarmé dans les années 1950                                           |
| L-16        | Pacifique | 9 juillet 1937   | Torpillé par le sous-marin japonais I-25 le 11 octobre 1942, près des côtes de l'Oregon durant son transfert à la Flotte du Nord, |
| L-17        | Pacifique | 5 novembre 1937  | Désarmé dans les années 1950 |
| L-18        | Pacifique | 12 mai 1938      | Désarmé dans les années 1950 |
| L-19        | Pacifique | 25 mai 1938      | Coulé en 1945 |

### Groupe 4
Six navires sont construits (L-20 à L-25 ) et lancés de 1940 à 1941. Trois sont affectés à la flotte de la Baltique et trois à la flotte de la mer Noire. Ce groupe a ajouté des tubes lance-torpilles sévères et de nouveaux moteurs diesel plus puissants.
| N° de coque | Flotte    | Lancement         | Statut |
| ----------- | --------- | ----------------- | --- |
| L-20        | Baltique  | 14 avril 1940     | Désarmé dans les années 1950 |
| L-21        | Baltique  | 17 juillet 1940   | Désarmé dans les années 1950 |
| L-22        | Baltique  | 23 septembre 1939 | Transféré à la flotte du Nord en 1941, déclassé dans les années 1950                                                                                               |
| L-23        | Mer Noire | 29 avril 1940     | Coulé le 17 janvier 1944 par le chasseur allemend UJ106 |
| L-24        | Mer Noire | 17 décembre 1940  | Coulé le 15 décembre 1942 au large du Cap Shabla par une mine du barrage roumain "S-15" posée par les mouilleurs de mines Amiral Murgescu, Regele Carol I et Dacia |
| L-25        | Mer Noire | 26 février 1941   | Inachevé. Coulé alors qu'il était remorqué de Touapsé à Sébastopol en décembre 1944                                                                                |

### Articles externes
- (en) L(eninec)-class submarine - Site uboat.net
- (ru) Тип «Л» II серия (6 единиц)